# ブルーレイデュプリケーター
ブルーレイデュプリケーターとは、ブルーレイディスクを複製する機械である。

## 概要
ブルーレイデュプリケーターは、ブルーレイディスクのコピー機である。本体のサイズ、形状、用途は様々あるが、いずれもブルーレイディスクを複製するという点で共通している。
元となるディスク1枚に対して、同時に3枚～10枚のディスクを作成可能なタイプもある。
パソコンを一切使用せず、操作は至極簡単な場合がほとんどである。主に業務用に用いられるが、個人用の機種も存在している。

## 種類
個人使用を目的に開発されたものの中では、「BLADE-BD」がある。